# Pedro Alcázar
Pedro "El Rockero" Alcázar (16 de septiembre de 1975-23 de junio de 2002) fue un boxeador panameño ganador del campeonato Super Mosca de la Organización Mundial de Boxeo (WBO) falleció luego de recibir lesiones mortales. Fue protegido de Roberto Durán.

## Trayectoria
A pesar de que su carrera fue corta, logró disfrutar del éxito al punto de convertirse en campeón mundial y, aunque su vida fue truncada repentinamente, su nombre ha quedado para la posteridad en un gimnasio donde se empiezan a escribir las historias, tanto de futuros exponentes del boxeo como de pugilistas que construyen una trayectoria en esa disciplina deportiva.
Aunque los datos de sus orígenes son confusos, se conoce oficialmente que Pedro Alcázar nació el 29 de agosto de 1975 en la provincia de Darién, bajo el nombre de Guillermo González.
Se inició en el boxeo a los 10 años de edad, en compañía de su padre, Francisco De León.
Fue campeón en los Guantes de Oro, un torneo de boxeo aficionado que se ha realizado en varias ocasiones en Panamá
Obtuvo la medalla de oro para Panamá en el torneo de boxeo de los Juegos Centroamericanos de 1994 en San Salvador, El Salvador.
El 30 de septiembre de 1995 debutó en el boxeo profesional con un triunfo por nocaut técnico en el segundo asalto sobre Eric Jiménez.
Desde su debut registró 13 victorias consecutivas hasta perder por puntos ante Edgar Monserrat, el 15 de noviembre de 1997. Después la pelea se declaró 'no contest' al detectarse que Monserrat dio positivo en una prueba de control de dopaje.
Alcázar obtuvo el título intercontinental súper mosca de la OMB (Organización Mundial de Boxeo) al vencer por nocaut técnico en 10 asaltos a Alex Saavedra, en una pelea realizada el 16 de mayo de 1998.
El 17 de noviembre de 1999 conquistó el cinturón Fedelatin súper mosca mediante un triunfo por decisión mayoritaria sobre Marcos Sánchez.
La gran noche de "El Rockero" llegó el 16 de junio de 2001 cuando venció por decisión dividida a Adonis Rivas y se coronó campeón mundial super mosca de la OMB.
Alcázar perdió el título mundial el 22 de junio de 2002 ante Fernando Montiel por nocaut en el sexto asalto en una pelea realizada en el MGM Grand de Las Vegas, Nevada.

## Muerte
Perdió su título ante Fernando Montiel en Las Vegas, Nevada, el 22 de junio de 2002. Inmediatamente después de la pelea, Alcázar fue declarado sano por los médicos, sin signos visibles de cualquier trauma. 
Al día siguiente de la pelea se encontraba en la habitación de su hotel preparándose para volar de vuelta a Panamá, cuando se derrumbó. Fue llevado al hospital, donde murió.
Esta fue la primera vez en la historia del boxeo, que un boxeador se han derrumbado tanto tiempo después del final de una pelea. Las autoridades del boxeo han examinado las pruebas médicas obligatorias para los boxeadores hasta 48 horas después de que termina una pelea. 
Ya existe preocupación tras el caso Michael Watson, que en el Reino Unido se estableció el principio de que las autoridades tienen una gran responsabilidad por la salud y la seguridad de los boxeadores (y los espectadores también). 
Su cuerpo fue repatriado a Panamá el 27 de junio y tras ser velado en la Arena Roberto Durán donde recibió homenajes, fue sepultado en el cementerio Amador de la Ciudad de Panamá. La muerte de Alcázar tomó el relieve la forma en la que puede tomar un largo tiempo antes de potencialmente amenazantes lesiones  afecten  la vida de un boxeador sin presentarse síntomas.

## Récord profesional
| 25 Ganadas (14 KOs), 1 Derrotas (1 KOs) 1 No Decisión |        |                      |      |        |            |                                              |                                                                                    |
| Res.                                                  | Récord | Oponente             | Tipo | Asalto | Fecha      | Localidad                                    | Notas                                                                              |
| D                                                     | 25-1-1 | Fernando Montiel     | TKO  | 6/12   | 2002-06-22 | MGM Grand, Las Vegas                         | pierde el título mundial súper mosca de la WBO                                     |
| G                                                     | 25-0-1 | Alfredo Toro         | TKO  | 4/10   | 2002-04-19 | Arena Panamá Al Brown, Colón                 |                                                                                    |
| G                                                     | 24-0-1 | Jorge Otero          | UD   | 12/12  | 2001-10-05 | Arena Roberto Duran, Ciudad de Panamá        | retiene el título mundial súper mosca de la WBO                                    |
| G                                                     | 23-0-1 | Adonis Rivas         | SD   | 12/12  | 2001-06-16 | Gimnasio Nuevo Panamá, Ciudad de Panamá      | obtuvo el título mundial súper mosca de la WBO                                     |
| G                                                     | 22-0-1 | Alex Saavedra        | KO   | 4/8    | 2001-04-27 | Salón Magnum Eventos, Ciudad de Panamá       |                                                                                    |
| G                                                     | 21-0-1 | Sergio Pérez         | UD   | 12/12  | 2001-02-03 | Gimnasio Nuevo Panamá, Ciudad de Panamá      | obtuvo el título latino súper mosca de la WBO                                      |
| G                                                     | 20-0-1 | José Morales         | KO   | 3/10   | 2000-10-28 | Gimnasio Yuyin Luzcando, Ciudad de Panamá    |                                                                                    |
| E                                                     | 19-0-1 | Ramon Estrada        | PTS  | 10/10  | 2000-08-31 | Hotel Meliá Cariari, San Antonio             |                                                                                    |
| G                                                     | 19-0   | Cristian Morales     | TKO  | 8/?    | 2000-06-03 | Hotel Meliá Cariari, San Antonio             |                                                                                    |
| G                                                     | 18-0   | Marcos Sánchez       | MD   | 12/12  | 1999-11-17 | Hotel El Panamá, Ciudad de Panamá            | obtuvo el título Fedelatin súper mosca de la WBO                                   |
| G                                                     | 17-0   | Wilmer Jinete        | UD   | 10/10  | 1999-09-14 | Balboa Civic Center, Ciudad de Panamá        |                                                                                    |
| G                                                     | 16-0   | José Plinio González | TKO  | 3/10   | 1999-01-30 | Arena Panamá Al Brown, Colón                 |                                                                                    |
| G                                                     | 15-0   | Alex Saavedra        | TKO  | 10/12  | 1998-05-15 | Arena Panamá Al Brown, Colón                 | obtuvo el título intercontinental súper mosca de la WBO                            |
| G                                                     | 14-0   | León Salazar         | TKO  | 7/10   | 1998-01-14 | Gimnasio Nuevo Panamá, Ciudad de Panamá      |                                                                                    |
| N                                                     | 13-0   | Edgar Monserrat      | UD   | 8/8    | 1997-11-15 | Gimnasio Nuevo Panamá, Ciudad de Panamá      | La decisión original fue ganador para Montserrat pero luego se cambió a No Contest |
| G                                                     | 13-0   | Danilo Arciria       | UD   | 8/8    | 1997-10-04 | Gimnasio Chino-Panameño, Ciudad de Panamá    |                                                                                    |
| G                                                     | 12-0   | Virgilio Chifundo    | UD   | 10/10  | 1997-06-14 | Gimnasio Nuevo Panamá, Ciudad de Panamá      |                                                                                    |
| G                                                     | 11-0   | Benedicto Murillo    | UD   | 10/10  | 1996-10-11 | Hipódromo Presidente Remón, Ciudad de Panamá |                                                                                    |
| G                                                     | 10-0   | Rodolfo Agrazal      | KO   | 1/8    | 1996-08-31 | Gimnasio Nuevo Panamá, Ciudad de Panamá      |                                                                                    |
| G                                                     | 9-0    | Garibaldo Morris     | TKO  | 1/8    | 1996-08-24 | Hipódromo Presidente Remón, Ciudad de Panamá |                                                                                    |
| G                                                     | 8-0    | Antonio Jaramillo    | UD   | 6/6    | 1996-06-15 | Gimnasio Nuevo Panamá, Ciudad de Panamá      |                                                                                    |
| G                                                     | 7-0    | Anel Mitre           | KO   | 2/6    | 1996-06-01 | Gimnasio Nuevo Panamá, Ciudad de Panamá      |                                                                                    |
| G                                                     | 6-0    | Jorge Caicedo        | UD   | 6/6    | 1996-05-03 | Hipódromo Presidente Remón, Ciudad de Panamá |                                                                                    |
| G                                                     | 5-0    | Eric Aguilar         | TKO  | 3/6    | 1996-04-17 | Discoteca Dreams, Ciudad de Panamá           |                                                                                    |
| G                                                     | 4-0    | Mauricio Santizo     | TKO  | 2/4    | 1996-02-23 | Hipódromo Presidente Remón, Ciudad de Panamá |                                                                                    |
| G                                                     | 3-0    | Agustín Ortega       | UD   | 4/4    | 1996-02-02 | Arena Panamá Al Brown, Colón                 |                                                                                    |
| G                                                     | 2-0    | Manuel Ortega        | TKO  | 3/4    | 1995-10-14 | Ciudad de Panamá                             |                                                                                    |
| G                                                     | 1-0    | Eric Jiménez         | TKO  | 2/4    | 1995-09-30 | Gimnasio Kiwanis, Ciudad de Panamá           |                                                                                    |